# Xixuthrus gressitti
Xixuthrus gressitti är en skalbaggsart som beskrevs av Marazzi, Marazzi, Komiya, Marazzi och Komiya 2006. Xixuthrus gressitti ingår i släktet Xixuthrus och familjen långhorningar. Inga underarter finns listade i Catalogue of Life.